# Федорівка (Нікольська селищна громада)
Фе́дорівка (Фрідріхсталь, № 5) — село Нікольської селищної громади Маріупольського району Донецької області України. Назване на честь Федора Катрича, який організував людей, щоб викупити ці землі у німецьких колоністів. 
Відстань до центру громади становить 16 км і проходить автошляхом місцевого значення. Поблизу села розташоване одне з небагатьох лісових насаджень Приазов'я — Федорівський ліс.

## Історія
Село було засноване 1852 р. німецькими колоністами—менонітами і мало назву Фрідрихсталь. Саме німці заклали початок Федорівського лісу.
За даними 1859 року у Фрідрихсталі було 32 подвір'їв, 107 мешканців.
У 1877 році меноніти почали виїжджати до Америки і продавати своє майно. Федір Катрич їздив по навколишніх селах Берестове, Андріївка, Попівка, Темрюк і набирав людей, щоб викупити землі та будинки. Після поселення українців село почало поширюватися. У кожного хазяїна було близько 1,5 га землі. Село потопало в садах. Тоненькою стрічкою звивалася річка Каратиш. А річка Бодня розділила села Федорівка і Карпівка.
7 (20) листопада 1917 року, відповідно до Третього Універсалу Української Центральної Ради, увійшло до складу Української Народної Республіки.  

## Населення
За даними перепису 2001 року населення села становило 520 осіб, із них 63,65 % зазначили рідною мову українську, 35,96 % — російську, 0,19 % — болгарську та грецьку мови.

## Постаті
- Яблонський Микола Миколайович (1988—2016) — молодший сержант Збройних сил України, учасник російсько-української війни.

- Федір Катрич - видатна постать, на честь якої назвали село Федорівка.